# Fenytoïne

Fenytoïne

Fenytoïne of difenylhydantoine (chemische naam 5,5-diphenylimidazolidine-2,4-dione, {\displaystyle {\ce {C15H12N2O2}}}) is een al lang bestaand anti-epilepticum. Fenytoïne onderdrukt de abnormale hersenactiviteit die de epileptische aanval veroorzaakt, door de elektrische geleiding te verminderen; het stabiliseert daartoe de inactiviteit van de natriumkanalen. Het is vanwege de lastige bijwerkingen een reservemiddel bij de behandeling van epilepsie.
Het middel wordt gebruikt bij het corrigeren van hartritmestoornissen bij digoxine-intoxicatie.
De stof is opgenomen in de lijst van essentiële geneesmiddelen van de WHO.

## Merknamen
Het octrooi van fenytoïne is al lang verlopen; het staat ook bekend onder de merknamen Difantoine-Z en Epanutin.

## Geschiedenis
Fenytoïne (difenylhydantoïne) is voor het eerst geproduceerd door de Duitse chemicus Heinrich Biltz in 1908. In 1938 werd de bruikbaarheid voor de behandeling van epilepsie ontdekt, waarbij minder sufheid optreedt dan bij fenobarbital, dat tot dan toe het enige effectieve middel was.

## Dosering
Fenytoïne is lastig te doseren. Men tracht een bloedspiegel te bereiken tussen de 8 en de 20 mg per liter. Dit therapeutische gebied ligt bij de meeste mensen vlak bij het verzadigingspunt van de leverenzymen. Daardoor geeft, juist daar waar een precieze dosering noodzakelijk is, een minimale dosiswijziging vaak een groot effect. Wanneer het niet goed lukt de spiegel te stabiliseren, heeft de patiënt wisselend bijwerkingen en aanvallen.

## Bijwerkingen

### Neurologie
In therapeutische doseringen veroorzaakt fenytoïne een horizontale instelnystagmus die geen kwaad kan, maar door de politie ten onrechte voor een teken van alcoholgebruik gehouden kan worden. Bij overdosering, is de patiënt suf, heeft trillende handen;
vertoont cerebellaire ataxie (dat wil zeggen dat hij beweegt als een beschonkene), blikverlamming en eventueel toevallen.
Fenytoïne kan zich bij chronische overdosering ophopen in de hersenschors, en atrofie veroorzaken van het cerebellum.

### Bloedafwijkingen
Fenytoïne kan gebrek aan foliumzuur met als gevolg bloedarmoede veroorzaken.
Fenytoïne kan de aanmaak verstoren van witte bloedcellen agranulocytose, rode bloedcellen aplastische anemie en bloedplaatjes, trombocytopenie.

### Vitamine D
Fenytoïne kan vitamine D gebrek en botontkalking veroorzaken.

### Teratogeniteit
Fenytoïne is teratogeen, dat wil zeggen dat het tijdens de zwangerschap aangeboren afwijkingen kan veroorzaken: afwijkingen van schedel en gelaat (brede neusbrug, lip- en gehemeltespleet, kleine hersenschedel) en een lichte verstandelijke beperking. Het syndroom lijkt op het foetaal alcoholsyndroom.

### Tandvlees
Fenytoïne kan woekering van het tandvlees en vergroving van het gelaat veroorzaken.

### Lever
Fenytoïne kan leverfunctiestoornisen en cholestase veroorzaken.

### Dermatologie
Allergie, zoals huiduitslag, is meestal dosisonafhankelijk.
Fenytoïne kan systemische lupus erythematodes veroorzaken.
Levensbedreigende huidreacties zoals het syndroom van Stevens-Johnson en toxische epidermale necrolyse zijn beschreven bij patiënten met de erfelijke eigenschap HLA-B*1502.

### Immuniteit
Fenytoïnegebruik kan een omkeerbare IgA-deficiëntie veroorzaken met toegenomen kwetsbaarheid voor infecties als gevolg.

### Hartritmesstoornissen
Fenytoïne heeft effect op het hartritme. Het onderdrukt de elektrische activiteit van boezem en kamer.

## Interacties
Fenytoïne is een inductor van CYP3A4 en CYP2C19 van het P450-enzym dat verantwoordelijk is voor de afbraak van medicijnen in de lever. Fenytoïne en carbamazepine versnellen elkaars afbraak. Er is een lange lijst bekend van interacties met andere medicijnen.
Antistolling zoals acenocoumarol kan de fenytoïnespiegel verhogen.